# Edward Lhuyd
Edward Lhuyd ([ˈɬuɪd] Hloo-id; parfois écrit Llwyd) (1660 – 30 juin 1709) était un naturaliste, botaniste, linguiste, géographe et un amateur d'antiquités gallois.

## Biographie
Lhuyd, né à Loppington (Shropshire) est le fils illégitime de Edward Lloyd et de Bridget Pryse. Il a été élève et plus tard maître de la Oswestry School. En 1684, il devient assistant de Robert Plot, le conservateur du Ashmolean Museum et le remplace en tant que conservateur en 1690 ; il occupera ce poste jusqu'en 1709.
Employé par le Ashmolean Museum, il a beaucoup voyagé. Il visite la région de Snowdonia en 1688 afin d'établir une liste de la flore locale pour le livre de John Ray Synopsis Methodica Stirpium Britannicorum. Après 1697, Lhuyd visite chaque région du Pays de Galles, et ensuite voyage en Écosse, Irlande, Cornouaille, Bretagne et l'Île de Man. En 1699, avec l'aide financière de son ami Isaac Newton, il publie Lithophylacii Britannici Ichnographia, un catalogue de fossiles collectés sur des sites d'Angleterre, très souvent à Oxford, et actuellement déposés au Ashmolean. En 1707, assisté dans ses recherches par l'érudit gallois Moses Williams, il publie le premier volume de l'Archaeologia Britannica: an Account of the Languages, Histories and Customs of Great Britain, from Travels through Wales, Cornwall, Bas-Bretagne, Ireland and Scotland. Ce livre est une importante source pour sa description linguistique du cornique.
À la fin du XVIIe siècle Lhuyd a été contacté par un groupe d'érudits, mené par John Keigwin de Mousehole, qui voulait essayer de préserver et de développer le Cornique. Il a accepté leur invitation de voyager en Cornouaille pour étudier la langue. L'ouvrage publié par Lhuyd en 1702 étudie le cornique moderne, qui diffère de la langue médiévale en ayant considérablement simplifié la structure et la grammaire.
En 1701, Lhuyd a été fait Master of Arts honoris causa par l'Université d'Oxford, et il a été élu Fellow de la Royal Society en 1708. Lhuyd meurt de pleurésie à Oxford en 1709.
Le lys Lloydia serotina porte son nom, donné par le Cymdeithas Edward Llwyd, (la Société nationale des naturalistes du pays de Galles). Un bryozoaire fossile du Crétacé anglais, Charixia lhuydi (initialement décrit sous le nom ‘Membranipora’ lhuydi), est également nommé en son honneur.
Lhuyd est l'auteur de la première description scientifique et a donné le nom de ce que nous appelons aujourd'hui un dinosaure : les dents d'un sauropode Rutellum (Delair and Sarjeant, 2002).